# Betbèze
Betbèze is een gemeente en dorp (fr.commune) in het Franse departement Hautes-Pyrénées (regio Occitanie). De commune telt 44 inwoners (2009). De plaats maakt deel uit van het arrondissement Tarbes.

## Geografie
Betbèze is gelegen ten noorden van Lalanne. De oppervlakte van het dorp bedraagt 3,6 km², de bevolkingsdichtheid is dus 12,2 inwoners per km². De Arrats de devant ontspringt in de gemeente.

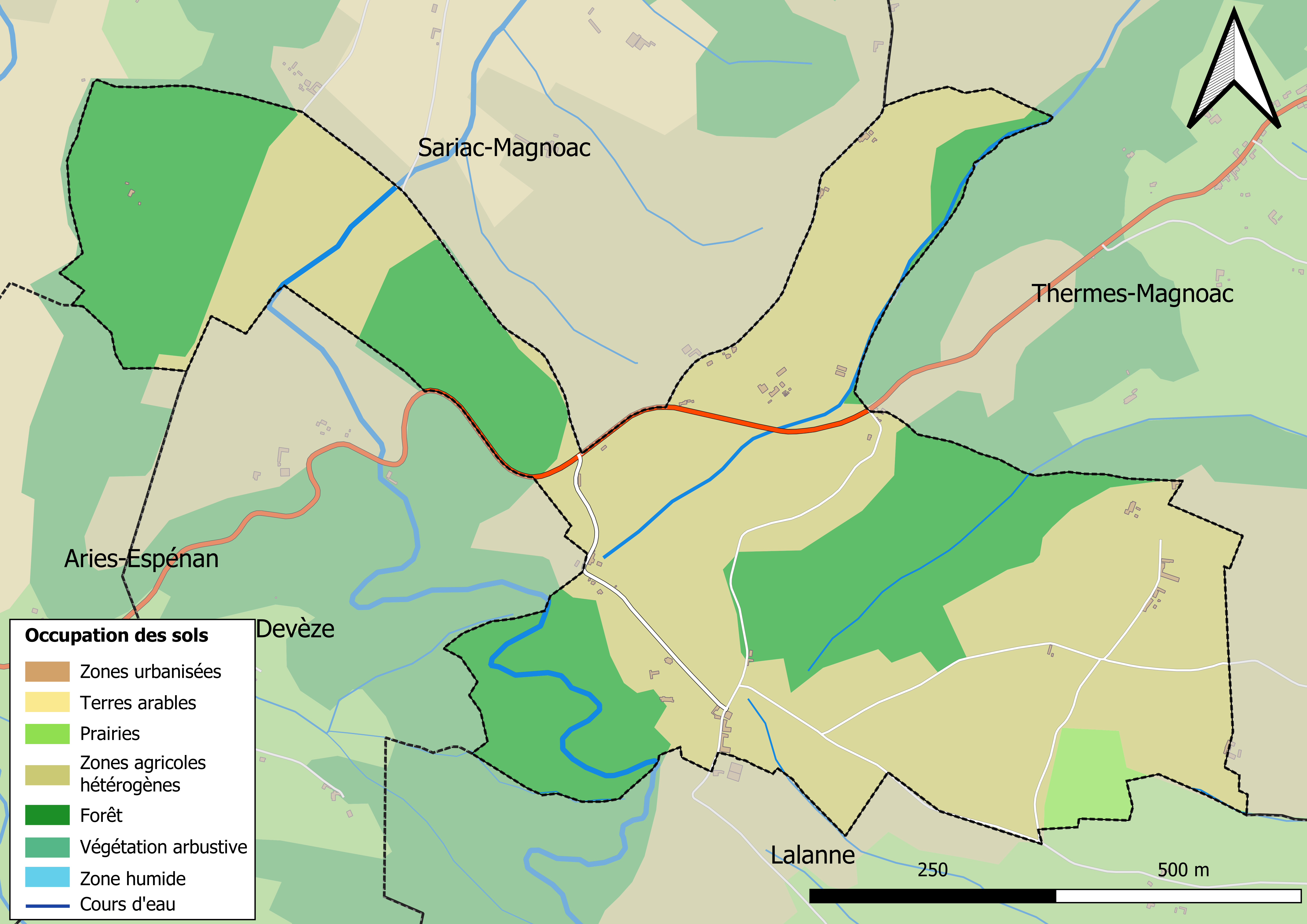
Kaart van de gemeente met belangrijkste infrastructuur, bodemgebruik en omliggende gemeenten

## Demografie
Onderstaande figuur toont het verloop van het inwonertal (bron: INSEE-tellingen).